# Marinus van der Stoep
Marinus van der Stoep (Beesd, 27 september 1917 – Rotterdam, 6 april 1945) was een Nederlandse verzetsstrijder tijdens de Tweede Wereldoorlog.
Van der Stoep (schuilnamen: Rob en Rien), was een leider in de Rotterdamse illegaliteit. Achtereenvolgens was hij leider van zijn eigen onafhankelijke knokploeg, leider van de Landelijke Knokploegen (L.K.P.)-Rotterdam en districtscommandant van de Binnenlandse Strijdkrachten (B.S.).

## Vroeg verzet
Van der Stoep woonde op kamers in Rotterdam en werkte er als assistent-bedrijfsleider in de Jaminfabriek aan de Hugo de Grootstraat. Hij begon zijn illegale werk met het verspreiden van de illegale krant Ons Volk en hij stelde soms een auto van Jamin beschikbaar voor transporten van dit blad. Daarnaast hield hij zich bezig met het bijstaan van onderduikers.
Hij vergaarde steeds meer contacten en wilde graag opgenomen worden bij de Landelijke Knokploegen. De L.K.P.-leiding wilde echter niet dat nieuwe leden zich aansloten bij bestaande ploegen. Wel mocht hij – onder strikte voorwaarden – een eigen ploeg vormen. Al snel vormde hij – samen met Huib de Iong, Frits Ruys, Charles van der Sluis en Max Pino – deze tweede Rotterdamse L.K.P.-ploeg, welke kwam te ressorteren onder provinciaal leider Samuel Esmeijer. Later zou deze ploeg nog met zeven man aangevuld worden.

In juli/augustus 1944 werd door de inmiddels gevormde knokploeg van Van der Stoep achtereenvolgens het distributiekantoor te Schoonhoven (7 juli), te Nijkerk (3 augustus, mislukt), te Rotterdam-Afrikaanderplein (8 augustus) en te Capelle aan den IJssel (23 augustus) ‘gekraakt’, in combinatie met ploegleden van Esmeijer en de K.P.-Zuid. Daarnaast werden enkele liquidaties van collaborateurs en handlangers van de Sipo uitgevoerd.

## L.K.P.-Leider en B.S.-Commandant
Eind oktober kreeg provinciaal leider Esmeijer een nieuwe functie op het hoofdkwartier van de Landelijk Sabotage Commandant als de rechterhand van Jan van Bijnen. Op vijf november nam Van der Stoep zijn plaats in als Commandant van de L.K.P.-Rotterdam. In zijn nieuwe functie ging hij zijn werk onmiddellijk decentraliseren, wat onder meer een uitbreiding van het hoofdkwartier inhield. Ook richtte hij de Motordienst (M.D.) op, welke de vervoermiddelen van de ondergrondse zou verzorgen.
Op 1 oktober drongen leden van ‘Ploeg Rien’ het Gewestelijk Arbeidsbureau aan de Mathenesserlaan binnen en haalden daar de administratie weg die betrekking had op Rotterdammers die vrijwillig of gedwongen in Duitsland werkten; zulks met het doel dit uitzenden van arbeidskrachten te saboteren.
In de laatste maanden van 1944 werd langzaamaan de invoering van de organisatiestructuur der Binnenlandse Strijdkrachten verwezenlijkt, en medio december werd Van der Stoep aangesteld als Commandant van het ‘Strijdend Gedeelte’ der B.S. in het district Rotterdam.

Begin januari 1945 vertrok hij naar het bevrijde zuiden en van daaruit naar Engeland. Deze missie had tot doel besprekingen met Prins Bernhard en de B.S.-staf te voeren over de strategische plannen van het verzet en een sterke toename van de wapendroppings te bepleiten. Eind februari werd hij boven Berkel gedropt en zette zijn werk in Nederland voort. Hoewel het niet gewenst was dat Van der Stoep nog persoonlijk aan acties zou deelnemen – als hij ‘ertussenuit geschoten’ zou worden, zou de hele B.S. in Rotterdam op z’n rug liggen – wilde hij zijn mensen de gevaarlijke karweien niet alleen laten opknappen en zou hij als vanouds meedoen. Deze beslissing zou hem later fataal worden.
Bij de overval op de Abwehr, in april 1945, kreeg Van der Stoep een schot in het achterhoofd en overleed enkele dagen later in het Diaconessenziekenhuis. Hij is 27 jaar oud geworden.

## De overval op het Haagsche Veer (24-10-1944)

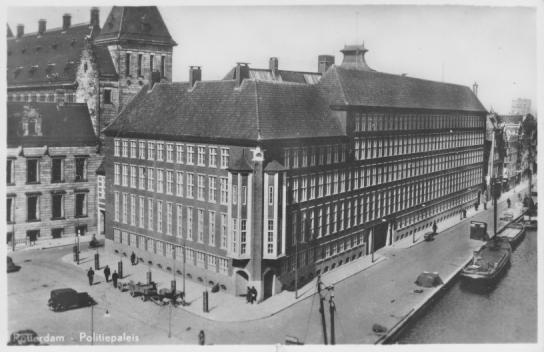
Politiekantoor aan de Haagsche Veer

De overval op het politiekantoor aan de Haagseveer in Rotterdam had ten doel 17 illegale werkers te bevrijden. De overval zou uitgevoerd worden door 19 K.P.’ers onder leiding van Samuel Esmeijer:  Samuel Esmeijer (‘Paul’) met twee van zijn ploegleden, Rien van der Stoep met acht van zijn mensen, Jan Arie de Groot (‘Jos’) met drie ploegleden en Kees Bitter met twee man uit Zuid.
Jan de Geus en Eddy Engelkes van de K.P.-Zuid, en Anton van den Hurk en Pieter Simpelaar van de Ploeg Jos vermomden zich als S.S.’ers, J.L. de Jonge wurmde zich in een politie-uniform. Deze laatste belde de afdeling Gevangeniswezen en meldde de komst van vier man S.S. en een man van de wacht (hijzelf) die enkele gevangenen voor verhoor zouden komen ophalen. Aldaar werden de bewakers overmeesterd, de sleutels werden gepakt en aan de hand van een lijst ging men de illegale werkers uit hun cellen halen. Een celspion zei haastig: “Ik hoef niet mee want ik werk voor de Sipo”, waarop hij hard terug zijn cel werd ingetrapt.

De Motordienst der L.K.P. had voor een aantal wagens gezorgd om hun makkers en de ‘buit’ af te voeren. Haastig werd iedereen in de wagens gestouwd - de alarmsirene van het Hoofdbureau was al gaan loeien – en ging het in het donker op Kralingen aan.
Naar bleek waren in het totaal 43 personen bevrijd (25 gevangenen van de S.D., 15 van de Justitiële Dienst, 2 van de Feldgendarmerie en 1 van de Landwacht). Niet al deze mensen waren echter illegale werkers, er zaten ook ‘gewone criminelen’ bij.

## Overval op de Duitse Inlichtendienst in Kralingen (05-04-1945)
De L.K.P.-Rotterdam had via een infiltrante vernomen, dat de Duitse Inlichtendienst (Abwehr) op de Ouddorpweg 33 in Kralingen beschikte over een lijst met namen van de leidende figuren der Binnenlandse Strijdkrachten te Rotterdam, plus een lijst met namen van personen die voor de Duitsers naar het inmiddels bevrijde Zuiden overstaken om daar te spioneren. Dit zou ernstige problemen voor de ondergrondse opleveren. Nu wilde het toeval, dat er twee dagen eerder een loodgieter nodig was, om de waterleiding te repareren. De infiltrante die aldaar werkzaam was – Kitty van der Have – had voor een loodgieter gezorgd; een verzetsman. Deze repareerde de waterleiding, en ondertussen bewerkte hij ook het kelderraam, zodat de K.P.’ers twee dagen later hierdoor naar binnen konden glippen. Op 5 april 1945 zou een groep van tien man het pand overvallen en het archief meenemen: Van der Stoep met vier man van zijn voormalige ploeg, Jan Arie de Groot met drie van zijn mensen en één B.S.’er (de loodgieter). Van der Stoep had de leiding van de overval op zich genomen. Kitty zou die avond daar haar verjaardag vieren met het personeel. Zij zou zorgen voor harde muziek en genoeg jenever om de ‘Herren’ dronken te voeren.

Drie van de tien gewapende mannen, Hendrik Jan Scheffer, Jan Arie de Groot en Van der Stoep, gingen die avond door een poortje de tuin aan de achterzijde van de Dienststelle in terwijl de overige 7 leden buiten de tuin wachtte tot het teken dat zij in actie mochten komen. Amper was het kelderraam geopend, of men hoorde geluiden op het balkon. Dadelijk daarop vielen de eerste schoten. De drie mannen in de tuin renden voor hun leven, net als de 7 mannen buiten de tuin, terwijl er van meerdere kanten met automatische wapens op hen geschoten werd. Onder dit spervuur trachtten alle drie leden in de tuin door het poortje weg te komen. Een van hen viel getroffen neer - in het donker was niet te zien wie en hij kon ook onmogelijk meer worden weggesleept. De boel was verraden. De overval was volledig mislukt.
Pas later kwam men erachter, dat degene die ze hadden moeten achterlaten Van der Stoep was. Hij had een schot in het achterhoofd gekregen en werd door de Duitsers naar het Diaconessenziekenhuis overgebracht. Zij wisten op dat moment niet wie zij in handen hadden gekregen en zijn daar waarschijnlijk nooit achter gekomen. Van der Stoep overleed enkele dagen later zonder nog bij kennis te zijn gekomen.
Postuum werd aan Van der Stoep het Verzetskruis 1940-1945 toegekend.
In zowel de Rotterdamse wijk Kralingen als in Vlaardingen is een straat naar hem vernoemd; de Marinus van der Stoepstraat.
H.J. van Aalderen
· P. van As
· M. Assies
· J.J. Barendsen
· J.A. Beekman
· H.D.J. Beernink
· L.R. Beijnen
· C.J. van den Berg-van der Vlis
· L.A. Bleys
· G. de Boer
· A.A. Bontekoe
· E.J. Bosch ridder van Rosenthal
· D.A. van den Bosch
· I.J. van den Bosch
· J.H. Bosch
· J.C.J. baron Brantsen
· A.L. Charroin
· F.G.M. Conijn
· M. Crans
· R.J. Dam
· F. Datema
· K.H. Derkzen van Angeren
· H. Dienske
· J.L.G. Doornik
· V. Dreyfus
· N. Dupont
· F. Duwaer
· S. Esmeijer
· G.H. Gelder
· J. Gelderman
· W.J. Gertenbach
· E.A. Giran
· O. Giran
· C.H. de Groot
· P.G.S. Guermonprez
· A. Hahn
· W. van Hall
· J.C.H.F. van Hanxleden Houwert
· Th.W.L. baron van Heemstra
· J.J. Hendrikx
· J.L. Hesselberg
· W.J. Heukels
· I. van der Horst
· J. ter Horst
· H.P. Hos
· J.F.H.M. baron van Hövell van Wezeveld en Westerflier
· B. IJzerdraat
· L. Jansen
· A. Kalter
· G.W. Kastein
· A. Keuter
· T.J. Kroeze
· D.M.R.H. Kroon
· H.Th. Kuipers-Rietberg
· A. Meerwaldt
· J.A.A. Mekel
· J.D. van Melle
· D.C.B. Mesritz
· M.-L.C. Meunier
· J.J. Mohr
· J.L. Moonen
· A.C. Nagtegaal
· F. Nieuwenhuijsen
· B. Oosthoek
· J. Oranje
· T. Pannekoek
· J. Post
· A.J. Rozeman
· V.H. Rutgers
· F.R. Ruys
· W. Santema
· J.J. Schaft
· Jhr. J. Schimmelpenninck
· R.L.A. Schoemaker
· G. Schoonman
· W.P. Speelman
· M. van der Stoep
· B.M. Telders
· A.O.H. Tellegen
· O.R. Thomsen
· G. Tieman
· T.W. de Tourton Bruijns
· L.M. Valstar
· G.J. van der Veen
· D. Verloop
· M.A.E. Verspyck
· P.M.R. Versteegh
· C. Vlot
· G. Weidner
· J.H. Westerveld
· H.B. Wiardi Beckman
· J.W. Wildschut
· J.R.E. Wüthrich
· L. Zwanenburg
· Onbekende Joodse soldaat